# 北小路祥光
北小路祥光（きたこうじ よしみつ、宝暦13年（1763年）9月28日 - 文政2年（1819年）7月7日）は、江戸時代中期の公卿。

## 官歴
- 明和6年（1769年）：従五位下
- 安永2年（1773年）：従五位上、民部権大輔
- 安永6年（1777年）：正五位下
- 天明元年（1781年）：従四位下
- 天明4年（1784年）：弾正少弼
- 天明5年（1785年）：従四位上
- 寛政元年（1789年）：正四位下
- 寛政5年（1793年）：従三位
- 寛政8年（1796年）：右京大夫
- 寛政9年（1797年）：正三位
- 享和3年（1803年）：踏歌節会外弁
- 文化12年（1815年）：参議
- 文化14年（1817年）：従二位

## 系譜
- 実父：日野資枝
- 養父：北小路光教
- 兄：日野資矩
- 子：北小路師光